# Курочкина, Юлия Александровна
Юлия Александровна Курочкина (род. 10 августа 1974, Щербинка, Московская область) — победительница 42-го конкурса «Мисс мира» 12 декабря 1992 года в Сан-Сити (ЮАР).

## Биография
Юлия сделала первый шаг в модельном бизнесе в 14 лет.
В 18 лет она работала моделью в одной из московских фирм. Девушку заметили во время показа меховых изделий. Высокая и обаятельная Юлия привлекла внимание. Минуя кастинги и национальные конкурсы, российские организаторы предложили Юлии представить Россию на конкурсе «Мисс мира — 1992» в Южной Африке. Россиянка одержала победу, второе место заняла мисс Англия, третье — мисс Венесуэла.
Юлия Курочкина первая в России, завоевавшая титул мисс мира, в 2008 году титул также получила представительница России — Ксения Сухинова.
В 1997 году окончила Всероссийский заочный финансово-экономический институт (ВЗФЭИ, ныне Финансовый университет при Правительстве Российской Федерации), квалификация — экономист.
С 2006 года Юлия — директор туристического агентства.
Юлия замужем, у неё растёт дочь Катя.